# Enerhija Chersoń
Enerhija Chersoń (ukr. Міні-футбольний клуб «Енергія» Херсон, Mini-Futbolnyj Kłub "Enerhija" Cherson) – ukraiński klub futsalu, mający siedzibę w mieście Chersoń. W sezonie 1993/94 występował w futsalowej Wyższej Lidze Ukrainy.

## Historia
Chronologia nazw:
- 1992: Ometa Chersoń (ukr. «Омета» Херсон)
- 1992: Enerhija Chersoń (ukr. «Енергія» Херсон)
- 2002: klub rozwiązano

Klub futsalowy Ometa Chersoń został założony w Chersoniu w 1992 roku. Zespół startował w rozgrywkach o Puchar Ukrainy 1992/93, w których dotarł do turnieju drugiej rundy, jednak nie awansował do półfinałów. W sezonie 1993/94 klub debiutował w profesjonalnych rozgrywkach Wyższej Ligi, zajmując 12.miejsce. Jednak potem zrezygnował z dalszych występów i przez dłuższy czas nie występował w rozgrywkach profesjonalnych. Dopiero w sezonie 2001/02 jako Enerhija Chersoń startował w Pierwszej Ligi, gdzie zajął 7.miejsce, ale potem znów zrezygnował z dalszych występów i został rozwiązany.

## Sukcesy

### Trofea międzynarodowe
Nie uczestniczył w rozgrywkach europejskich (stan na 31-05-2019).

### Trofea krajowe
| \| \| Zdobyte trofea w rozgrywkach Ukrainy (stan na: 31-05-2019) \| |                                                            |      |          |
| Rozgrywki                                                           | Osiągnięcie                                                | Razy | Sezon(y) |
| · Mistrzostwo                                                       | I miejsce                                                  | 0    |          |
| · Mistrzostwo                                                       | II miejsce                                                 | 0    |          |
| · Mistrzostwo                                                       | III miejsce                                                | 0    |          |
| · Mistrzostwo                                                       | 12.miejsce                                                 | 1    | 1993/94  |
| Puchar                                                              | zdobywca                                                   | 0    |          |
| Puchar                                                              | finalista                                                  | 0    |          |
| II liga                                                             | I miejsce                                                  | 0    |          |
| II liga                                                             | II miejsce                                                 | 0    |          |
| II liga                                                             | III miejsce                                                | 0    |          |
| II liga                                                             | 7.miejsce                                                  | 1    | 2001/02  |
| Ukraina                                                             | Zdobyte trofea w rozgrywkach Ukrainy (stan na: 31-05-2019) |      |          |

## Struktura klubu

### Stadion
Klub rozgrywał swoje mecze domowe w Maneżu Sportowym w Chersoniu. Pojemność: 1500 miejsc siedzących.

### Sponsorzy
- Chersonobłenerho